# 星は何でも知っている (ASKAの曲)
「星は何でも知っている」（ほしはなんでもしっている）は、ASKAの楽曲。配信シングルとして、2018年8月25日に配信された。配信元はDADAレーベル。

## 背景
ASKAが2018年3月から8月まで実施した毎月1回の楽曲配信シリーズ、第6弾の作品である。

## 収録曲
1. 星は何でも知っている (3:17)
（作詞・作曲・編曲：ASKA）
サビの繰り返しがない。このことについてASKAは自身のブログで「僕の作ってきた楽曲では初めての試みです。でも、それはただの「試み」ではなく、そうすることが、この楽曲には必要だったのです」と語っている[2]。

## 参加ミュージシャン
- Piano：澤近泰輔
- Guitar：鈴川真樹
- Programming：鈴川真樹、藤山祥太

## 収録アルバム
- Breath of Bless